# Бабинець Сергій Сергійович
Бабинець Сергій Сергійович (нар. 10 грудня 1988 року, село Тоцьке, РРФСР, СРСР) — юрист, російський правозахисник, керівник “Команди проти тортур”, російської правозахисної організації, що займається громадським розслідуванням справ про застосування тортур.

## Біографія
Народився 10 грудня 1988 року в селі Тоцьке Тоцького району Оренбурзької області, Російської Федерації. 

## Освіта
У 2011 році закінчив оренбурзьку філію Московської державної юридичної академії, за освітою юрист із кримінально-правовою спеціалізацією.

## Правозахисна діяльність
Сергій Бабинець почав працювати в оренбурзькому відділенні Міжрегіональної громадської організації “Комітет проти тортур” у 2011 році. У 2013 році був керівником її оренбурзької філії.
З 2014 по 2017 рік керував московською філією організації, яку відкрив спільно з юристом-правозахисником Дмитром Піскуновим. У період із 2017 до 2019 року керував відділом розслідувань нижегородської філії Комітету. З 2019 по 2021 рік очолював оренбурзьке відділення організації.
У грудні 2021 року Сергія Бабинця обрано головою МРГО “Комітет проти тортур”. У лютому 2022 року очолив організацію, змінивши на цій посаді Ігоря Каляпіна.
10 червня 2022 року Міністерство юстиції Російської Федерації внесло “Комітет проти тортур” до реєстру громадських об'єднань без утворення юридичної особи, що здійснюють функції іноземного агента. 11 червня 2022 року одноголосним рішенням загальних зборів ленів МРГО “Комітет проти тортур” організацію було ліквідовано. 12 червня 2022 року створено МРГО “Команда проти тортур”, члени якої продовжили роботу в справах, які раніше перебували в роботі “Комітету проти тортур”. Керівником “Команди” було обрано Сергія Бабинця.
Сергій Бабинець неодноразово брав участь у моніторингу мітингів в Оренбурзі з метою фіксації можливих порушень прав людини.

### Робота на Північному Кавказі
У період із грудня 2011 року до вересня 2022 року неодноразово брав участь у роботі Зведеної мобільної групи Російських правозахисних організацій у Чеченській Республіці, а пізніше — у роботі північнокавказької філії МРОТ “Комітету проти тортур”, загалом пропрацювавши на Північному Кавказі понад один рік.
13 грудня 2014 року перебував у Грозному, коли невідомі підпалили офіс Зведеної мобільної групи і викрали частину справ. Влада Чечні звинуватила правозахисників в інсценуванні підпалу і спробі привернути до себе увагу. Вранці наступного дня правозахисники приїхали до будинку, де знаходився, офіс що згорів, а також сусідня по сходовій клітці квартира, де члени Зведеної мобільної групи мешкали під час роботи в регіоні (ця друга квартира під час пожежі не постраждала). Після огляду згорілого офісу правозахисники викликали поліцію, щоб написати на місці заяву про злочин. Два співробітники правоохоронних органів, які приїхали за викликом, почали проводити у квартирі обшук, відібравши особисті речі, зокрема ноутбуки, фотоапарати і накопичувачі пам'яті, діючи без ордера. Частину техніки пізніше було повернуто. Офіс було відновлено, але, за півроку, він знову зазнав нападу.
У 2020 році КПТ захищав права Салмана Тепсуркаєва, модератора чату Telegram-каналу "1Adat" про порушення прав людини в Республіці Чечня. Правозахисники направили скаргу у справі Тепсуркаєва до ЄСПЛ. У 2021 році Суд встановив, що російська влада відповідальна за викрадення і жорстоке поводження з Тепсуркаєвим, а також призначив Салману компенсацію в 26 000 євро. На момент винесення рішення ЄСПЛ Салман Тепсуркаєв був жорстоко вбитий чеченськими правоохоронцями.
20 січня 2022 року представники правоохоронних органів Чеченської Республіки напали на правозахисників Сергія Бабинця, Олега Хабібрахманова і Наталю Добронравову, коли ті надавали юридичну допомогу своїм підзахисним у Нижньому Новгороді. Під час нападу Зарему Мусаєву, матір правозахисника Абубакара Янгулбаєва, викрали представники чеченської поліції. Організація Front Line Defenders вважає, що ці напади і викрадення пов'язані з правозахисною діяльністю постраждалих.

### Висування в члени громадських спостережних комісій
Чотири рази (у 2016, 2018, 2020 і 2022 роках) Сергій Бабинець висувався громадськими організаціями в члени громадських спостережних комісій м.Москви (2016 рік), Нижегородської області (2018 і 2022 роки), Оренбурзької області (2020 рік). Незважаючи на те, що Сергій Бабинець підходив під формальні вимоги, він жодного разу не був обраний членом ГСК. Причини відмови у видачі мандата не називалися.

## Участь у публічних акціях
Неодноразово брав участь у пікетах, організованих у день підтримки жертв катувань 26 червня в містах присутності КПТ.

## Публічні виступи та авторські тексти
У 2012 році Сергій Бабинець читав лекції про права людини співробітникам поліції в Інгушетії. У 2015 році коментував відгук на законопроект про допуск Громадської спостережної комісії до конвойних приміщень судів на сайті “Комітету проти тортур.” 
Сергій Бабинець виступав і публікувався на сайті та радіостанції “Эхо Москвы.” У 2019-2021 роках був ведучим ранкового ефіру “Эха” в Оренбурзі.
Восени 2022 року був спікером Варшавської конференції з людського виміру.
У жовтні 2022 року брав участь у Дублінській платформі для правозахисників. Платформа проводиться раз на два роки і дає можливість правозахисникам, які наражаються на небезпеку, зібратися разом, щоб поділитися досвідом, обмінятися знаннями, обговорити суттєві питання і зустрітися з тими, хто ухвалює рішення в урядах і міжурядових органах.

## Інтерв'ю
“Чому в Росії катують” / Why They Torture People in Russia // YouTube фільм російського журналіста Юрія Дудя про тортури в Росії
“У суспільстві існує запит на тортури” “Європейсько-Азіатські новини” // 17.12.2021
“"Тортури, немов метастази, проросли крізь усю систему” RTVI // 29.06.2022
“Чи можливе нормальне життя в суспільстві, де тортури - частина системи?” // 24.03.2023